# Voetbalkampioenschap van Jeetze 1926/27
In 1926/27 werd het vierde voetbalkampioenschap van Jeetze gespeeld, dat georganiseerd werd door de Midden-Duitse voetbalbond. 
VfB 07 Klötze werd kampioen en plaatste zich voor de Midden-Duitse eindronde. De club verloor met 11:0 van SuS 1898 Magdeburg.

## Gauliga
| Plaats | Club                   | Wed. | W | G | V | Saldo | Ptn. |
| ------ | ---------------------- | ---- | - | - | - | ----- | ---- |
| 1.     | VfB 1907 Klötze        | 8    | 6 | 1 | 1 | 29:10 | 13:3 |
| 2.     | FC 1909 Salzwedel      | 7    | 5 | 2 | 0 | 33:8  | 12:2 |
| 3.     | FC Eintracht Salzwedel | 8    | 3 | 1 | 4 | 16:16 | 7:9  |
| 4.     | SV Wustrow             | 7    | 3 | 0 | 4 | 13:21 | 6:8  |
| 5.     | MTS Lüchow             | 8    | 0 | 0 | 8 | 5:41  | 0:16 |

|  | Kampioen, geplaatst voor Midden-Duitse eindronde |
|  | Degradatie                                       |